# Robert Foxworth
Robert Heath Foxworth (nascido em 1 de novembro de 1941) é um ator de cinema, palco e televisão norte-americano.

## Juventude
Robert nasceu na cidade de Houston, Texas, filho de Erna Beth, escritora, e de John Howard Foxworth, um empreiteiro de coberturas. Estudou na Escola de Lamar, na mesma cidade onde nasceu.

## Carreira
Robert atraiu primeiro a atenção como ator de palco, principalmente no Arena Stage em Washington, D.C.
Foi o escolhido para fazer o papel de J. R. Ewing na série Dallas, mas como queria que a personagem fosse muito mais suave, os produtores decidiram substituí-lo por Larry Hagman.
De entre os muitos filmes e papeis televisivos que teve, como a série de televisão The Storefront Lawyers (1970–1971), Robert é mais conhecido pelo seu trabalho na série de televisão de horário nobre Falcon Crest (onde faz o sofrido e lutador sobrinho da atriz Jane Wyman, Chase Gioberti, de 1981–1987), em Six Feet Under (onde protagoniza Bernard Chenowith de 2001–2003) bem como o papel principal no filme de 1974 de Gene Roddenberry The Questor Tapes. Também apareceu no episódio "All My Tomorrows" da série romântica da NBC Love Story em 1973 e no episódio "The Mask of Adonis" da série de ficção científica de 1977 Quinn Martin's Tales of the Unexpected, também da NBC. Teve uma participação especial na sétima temporada de The West Wing e uma aparição especial em Law & Order.
Robert fez de assassino, coronel do exército, no episódio Grand Deceptions de 1989, da série Columbo. Também teve participações especiais em Hawaii Five-O, Password Plus, Murder She Wrote, SeaQuest DSV, Star Trek: Deep Space Nine, The Outer Limits, Star Trek: Enterprise, Stargate SG-1 e Babylon 5. Deu a voz ao corrupto Professor Hamilton na Justice League Unlimited. Também deu voz a Ratchet dos Autobots, no telefilme dos Transformers e sequelas.

## Informação pessoal
Robert foi casado com Marilyn McCormick de 1964 até 1974 e tiveram dois filhos, um deles o ator Bo Foxworth. Robert depois casa-se com a atriz Elizabeth Montgomery até à sua morte em 1995.

## TV e filmografia
- 1970 - 1971: The Storefront Lawyers
- 1971  The Mod Squad
- 1973  Hawaii Five-O
- 1974  Barnaby Jones
- 1976  Treasure of Matecumbe
- 1977: Airport '77
- 1978: Damien: Omen II
- 1979: Password Plus (com Elizabeth Montgomery, 5 episódios)
- 1979: Prophecy
- 1980: The Memory of Eva Ryker
- 1980: The Black Marble
- 1981: Peter and Paul
- 1981-1987: Falcon Crest - Chase Gioberti
- 1989: Beyond the Stars
- 1994: seaQuest DSV
- 1994: Babylon 5 – "Points of Departure", "All Alone in the Night" – General William Hague
- 1996: Star Trek: Deep Space Nine - "Homefront" & "Paradise Lost " - Admiral Leyton
- 1996: The Outer Limits - "Trial by Fire" - Charles Halsey
- 1998: LateLine
- 2001-2003: Six Feet Under - Bernard Chenowith
- 2003: Stargate SG-1
- 2004: Star Trek: Enterprise
- 2005: Syriana
- 2005: The West Wing
- 2007: Transformers – voz de Ratchet
- 2008: Kiss the Bride
- 2009: Transformers: Revenge of the Fallen – voz de Ratchet
- 2011: Transformers: Dark of the Moon – voz de Ratchet
- 2014: Transformers: Age of Extinction – voz de Ratchet e Leadfoot (não creditado)

## Telefilmes
- 1971: Hogan's Goat
- 1973: The Devil's Daughter
- 1973: The Wide World of Mystery (Frankenstein)
- 1974: Mrs. Sundance
- 1974: The Questor Tapes
- 1976: Invisible Strangler
- 1977: It Happened at Lakewood Manor
- 1978: Death Moon
- 1980: The Memory of Eva Ryker
- 1981: Peter and Paul - Peter
- 1988: Double Standard
- 1989: Columbo: Grand Deceptions
- 1990: Face to Face (apresentação Hallmark Hall of Fame)
- 1992: With Murder in Mind
- 2006: The Librarian: Return to King Solomon's Mines